# Семург (фильм)
«Семург» — советский широкоэкранный художественный фильм, снятый режиссёром Хабибом Файзиевым на киностудии «Узбекфильм» в 1971 году. Экранизация одноимённой поэмы Хамида Алимджана.
Премьера фильма состоялась 9 июля 1973 года. В СССР фильм посмотрело 4,4 млн зрителей.

## Сюжет
Легенда о птице Семург вдохновляет пастуха Буньяда на множество приключений. Он спасает птицу и с её помощью побеждает злого волшебника, защищая свою страну. В конце концов, он обретает своё счастье, пройдя все испытания.

## В ролях
- Хикмат Латыпов — Хайдар-Бобо
- Тамара Шакирова — Зубейда
- Хабибулла Каримов — Буньяд
- Гули Хамраева — принцесса Паризад
- Наби Рахимов — хан
- Шухрат Иргашев — Шерзод
- Лола Бадалова — Фатима
- Тамара Кокова — Семург
- Артык Джаллыев — Ялмагыз
- Учкун Рахманов — волшебник

## Съёмочная группа
- Режиссер: Хабиб Файзиев
- Сценарист: Зинаида Филимонова
- Оператор: Александр Панн
- Композитор: Мухтар Ашрафи
- Художник: Нариман Рахимбаев